# Tsimanampetsotsa nationalpark
Tsimanampetsotsa nationalpark är ett nationalpark i Madagaskar. Den ligger i den sydvästra delen av landet, 700 km sydväst om huvudstaden Antananarivo.
Nationalparken är uppkallad efter sjön Tsimanampetsotsa som helt ingår i skyddsområdet och landskapet är en högplatå. Växtlivet kännetecknas av många buskar, av växter från familjen Didiereaceae som bara förekommer på södra Madagaskar, av trädliknande exemplar från törelsläktet (Euphorbia) samt av ärtväxter och tropikmandelväxter. Typiskt är vattenlevande fåglar som vadare, flamingor, ankor och andra andfåglar. Här hittas även strålsköldpaddan (Astrochelys radiata).
I nationalparken finns olika grottor där fisken Typhleotris madagascariensis lever. I sjön Tsimanampetsotsa förekommer däremot inga fiskar på grund av vattnets kemiska egenskaper.
Tsimanampetsotsa nationalpark stavas också Tsimanampetsotse, och känd som Tsimanampetsotsa naturreservat, är en 432 km2 nationalpark på Madagaskars sydvästra kust i regionen Atsimo-Andrefana. Parken ligger 90 kilometer söder om Toliara och 950 kilometer söder om huvudstaden Antananarivo. Route Nationales (RN) 10 till Faux Cap passerar parken och närmaste flygplats är Toliara. I nationalparken finns sjön Tsimanampetsotsa, som parken är uppkallad efter.

## Historia och betydelse
Tsimanampetsotsa nationalpark omfattar den västligaste branten av kalkstensplatån Mahafaly. Den skyddades först 1927 för sin endemiska flora och fauna och blev nationalpark 1966. Det är inom Madagaskars taggiga skogar eller "taggiga öken" i södra Madagaskar, en globalt särskiljande ekoregion. Detta är området med den högsta nivån av växtendemism på Madagaskar, med 48 % av släktena och 95 % av arterna endemiska och är listat som en av de 200 viktigaste ekologiska regionerna i världen. 
Vegetationen kännetecknas av många xerofila och torktoleranta vedartade arter av törelsläktet (Euphorbiaceae) och av underfamiljen Didiereoideae, som är snävt endemisk sydväst om Madagaskar. Förutom exceptionell mångfald av växter är Tsimanampetsotsa nationalpark hem för sex arter av primater som representerar fyra av de fem familjerna som är endemiska på Madagaskar. Sjön Tsimanampetsotsa, som nationalparken är uppkallad efter, är en viktig våtmark som är registrerad som en Ramsar-våtmark av internationell betydelse, utpekad 1998. På 1930-talet upptäckte Henri Perrier de la Bâthie subfossila rester av många olika arter, inklusive jättesköldpaddor, krokodiler och äggskalsfragment av elefantfåglar. Nyligen genomförda undersökningar bekräftar att nationalparken Tsimanampetsotsa är rik på fossiler.
I juli 2018 etablerades Tsimanampesotse – Nosy Ve Androka som Madagaskars femte biosfärreservat. Det tillhör det intertropiska marina biogeografiska systemet i sydvästra Indiska oceanen och inkluderar fem stora malagassiska ekoregioner: den sydterrestra ekoregionen, den akvatiska ekoregionen i de södra bassängerna, den akvatiska ekoregionen i västra bassängerna, den marina ekoregionen i Moçambique Moçambique Channel och den södra Marin ekoregion. Kärnan i biosfärreservatet består av nationalparken Tsimanampesotse och nationalparken Nosy Ve-Androka, som förvaltas av Madagaskars nationalparker; och Amoron'i Onilahy Kategori IV-skyddat område, som förvaltas av lokala samhällen.

## Klimat
Klimatet är varmt och torrt och den årliga nederbörden är mindre än 300 millimeter, vilket gör området till det torraste i landet. Majoriteten av nederbörden inträffar mellan slutet av december och februari och torrperioden är lång, med en genomsnittlig varaktighet på nio till elva månader. Den lägsta vintertemperaturen är i genomsnitt 15°C till 20°C med maximala temperaturer som överstiger 40 °C  under resten av året.